# Mastanabal
Mastanabal foi um dos três filhos legítimos de Masinissa, o rei da Numídia, um reino berbere no norte da África. Os três irmãos, Mastanabal, Micipsa e Gulussa, foram nomeados por Cipião Aemilianus Africanus para governar a Numídia após a morte de Masinissa. Seu reinado durou de 148 a 140 a.C.